# Pauropsylla longipes
Pauropsylla longipes är en insektsart som beskrevs av Jennifer L. Hollis 1984. Pauropsylla longipes ingår i släktet Pauropsylla och familjen spetsbladloppor. Inga underarter finns listade i Catalogue of Life.